# Kloster Szczyrzyc
Das Kloster Szczyrzyc  [ˈʃtʃɨʒɨt͜s] (lat. Abbatia B.M.V. de Ciricio; Ciricium) ist eine Zisterzienserabtei in Polen. Es liegt in der Woiwodschaft Kleinpolen (Małopolskie), rund 30 km südsüdöstlich von Krakau.

## Geschichte
Kloster Szczyrzyc wurde als Tochter von Kloster Jędrzejów aus der Filiation der Primarabtei Morimond gegründet. Das ununterbrochen fortbestehende Kloster wurde 1234 vom Krakauer Woiwoden Teodor Gryfita aus Ruszcza zunächst in Ludźmierz gestiftet und 1238 besiedelt. Nach dem Mongolensturm im Jahr 1242 wurde es nach Szczyrzyc verlegt. Der Ort stieg an Bedeutung und wurde der Sitz von einem der sechs Kreise der Woiwodschaft Krakau, der über 3300 km2 umfasste. Sein Rang als Abtei wurde 1918 erneuert. Die Domäne, die 1948 verstaatlicht worden war, wurde 1993 vom Orden zurückerworben.

## Bauten und Anlage

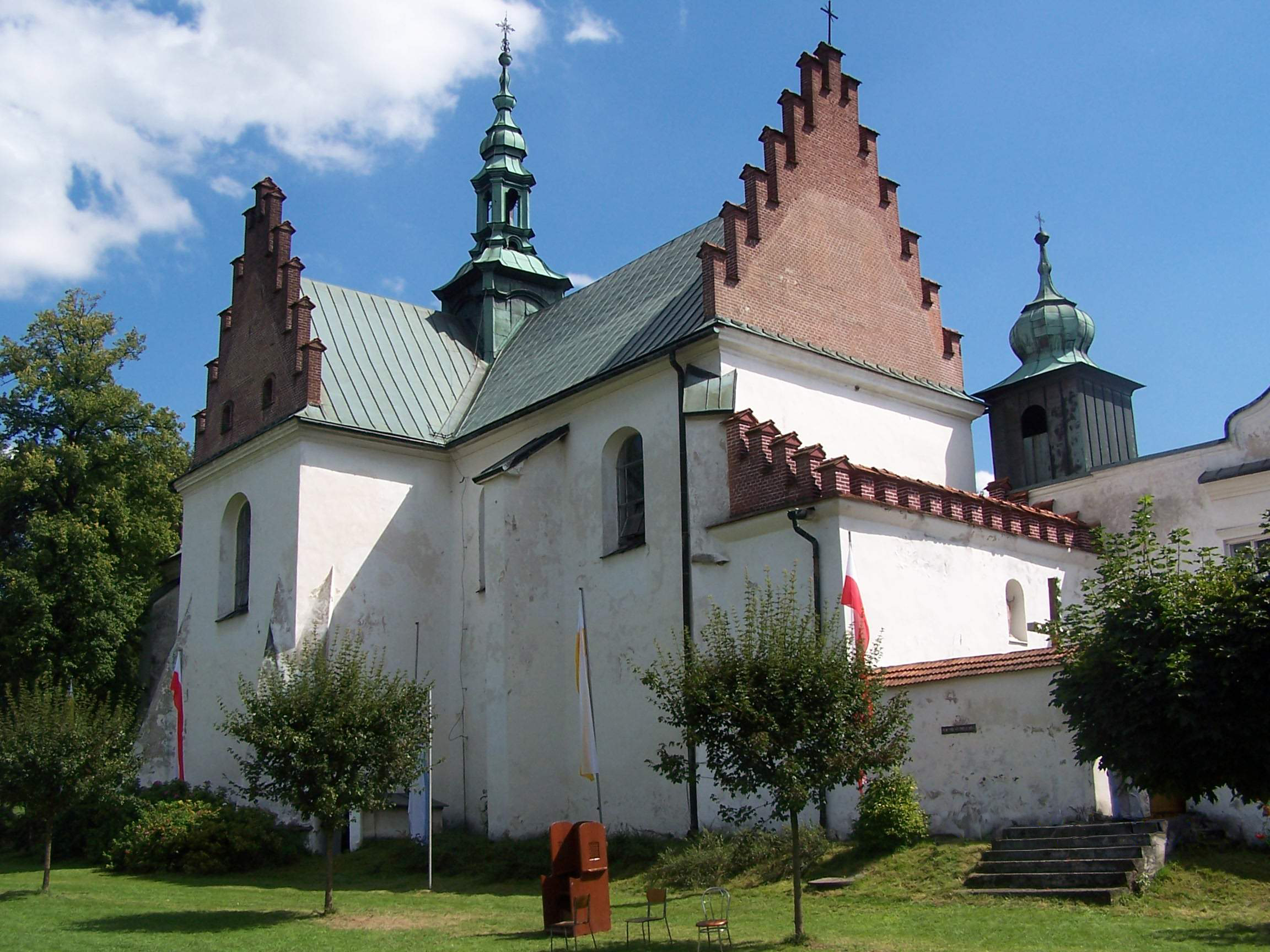
Klosterkirche

Das seit 1620 und im 19. Jahrhundert umgebaute Ensemble umfasst die Kirche, das Kloster mit Höfen, das Abtshaus, ein Museum, den Garten sowie die Brauerei. Die neue Kirche wurde in der gotischen Tradition unter Benutzung der gotischen Mauern 1642 errichtet. Sie hat die Form eines lateinischen Kreuzes. Neue Klosterbauten wurden 1644 vollendet.